# Mary Ann Radcliffe
Mary Ann Radcliffe (c. 1746 – 1818 o després) va ser una escriptora britànica, figura destacada als inicis del moviment feminista.
Radcliffe és coneguda pel seu llibre The Female Advocate; or, An Attempt to Recover the Rights of Women from Male Usurpation (1799), on s'explicava com els homes que treballaven en negocis de barrets de dames i en altres oficis treien la feina de dones i les forçaven a prostituir-se. Radcliffe argumentava que la falta d'educació i els prejudicis de la societat sobre havia què havia de fer i què no una dama gentil dificultaven que les dones poguessin aconseguir una feina en un negoci respectable.:81